# افراسیاب (شهر)
افراسیاب نام شهری باستانی در شمال سمرقند در کشور ازبکستان است. این شهر در سال ۵۰۰ پیش از میلاد تا سال ۱۲۰۰ میلادی، دارای سکنه بود.

## نگارخانه

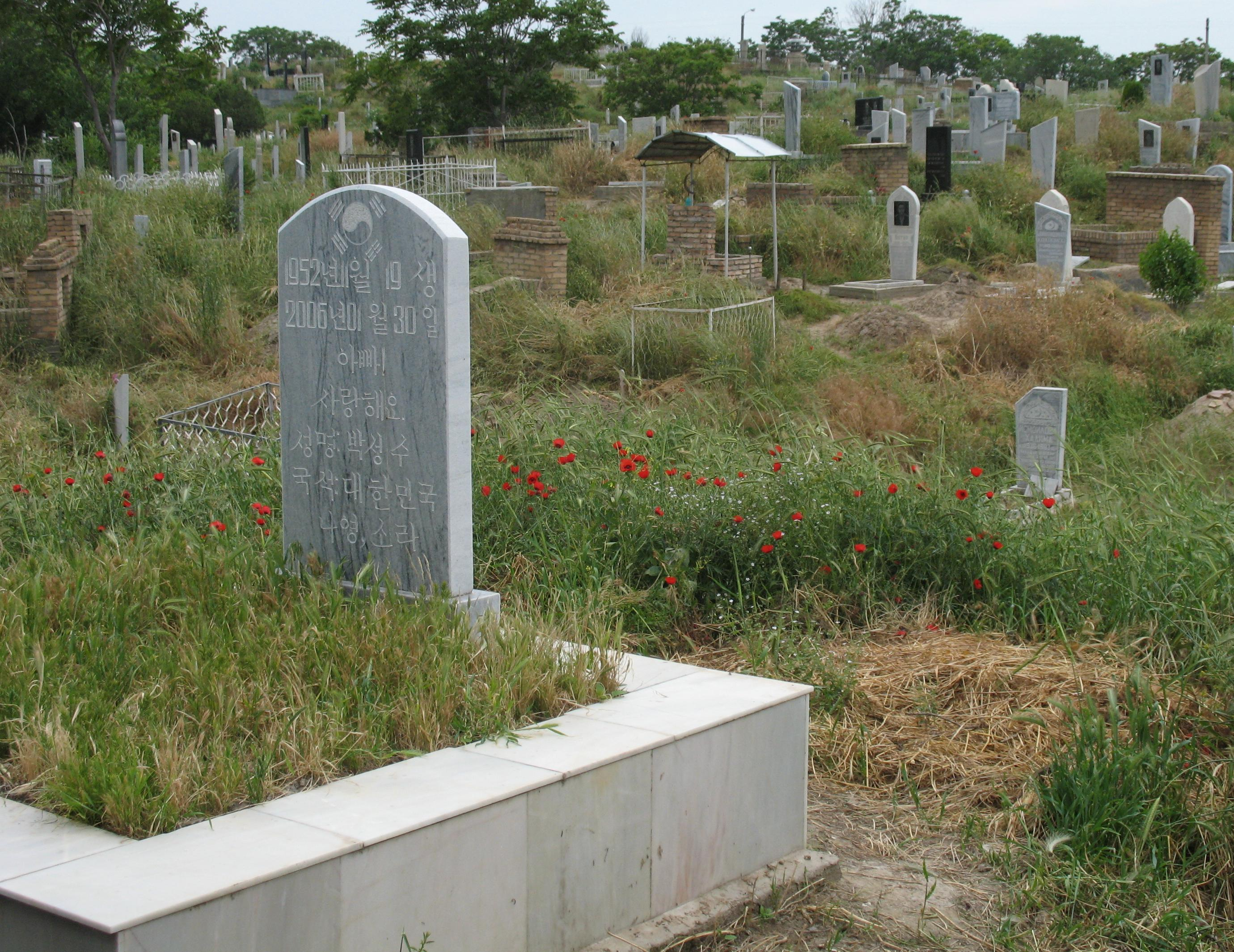
گورستان افراسیاب
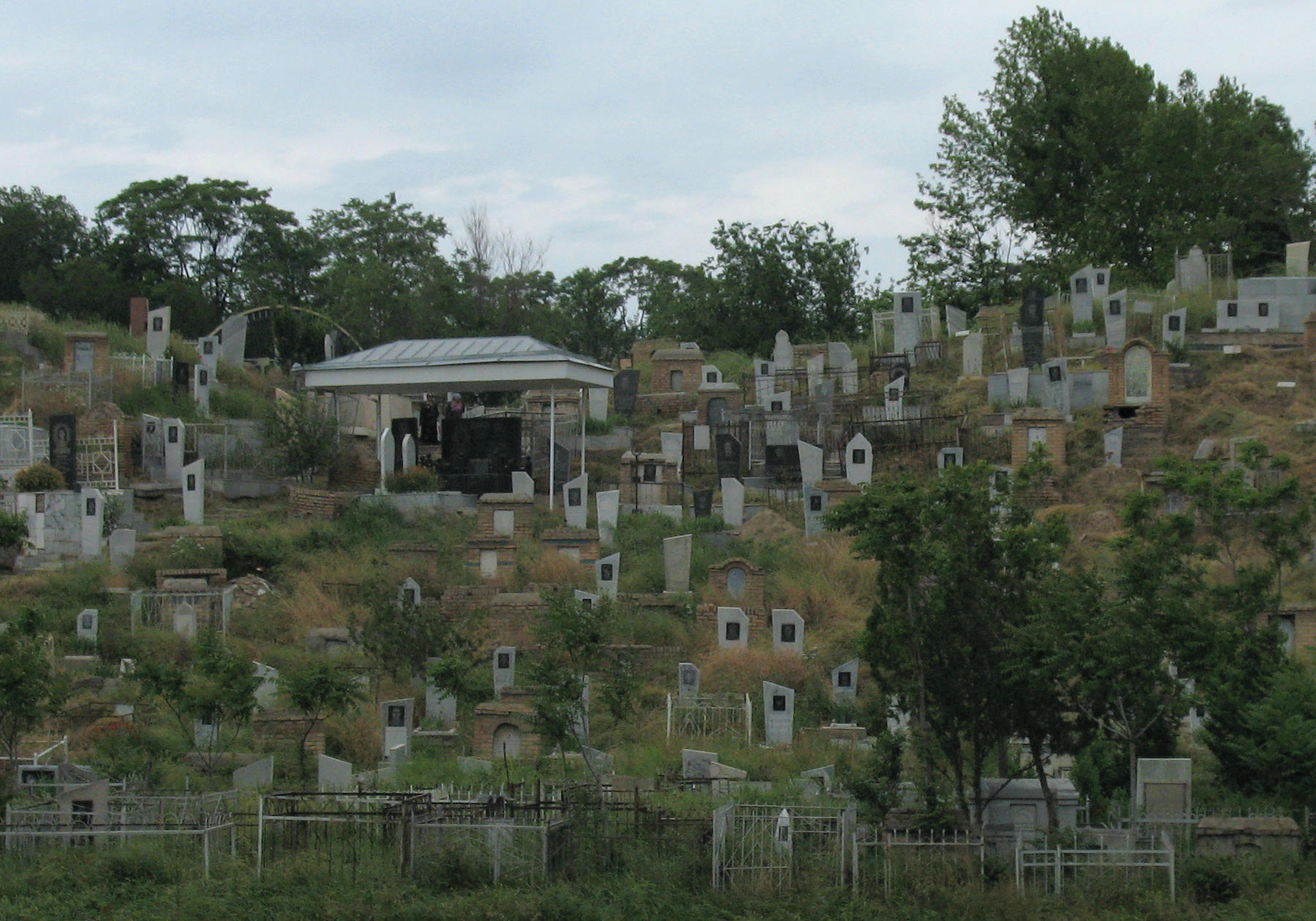